# 離散元件
離散元件（英語：discrete component，又稱個別組件、分離式元件、分立器件），指傳統上未積體化的單一零件，即電子元件中單獨封裝者，是為在積體電路出現後，與積體電路相區別。包括：電阻器、電容器、電感器、電晶體、二極體、閘流體等等。